# Río Big Sioux
El río Big Sioux (en inglés: Big Sioux River, lit. 'río Gran Sioux', por los nativos sioux) es un río del norte de los Estados Unidos que fluye en dirección sur a través del estado de Dakota del Sur —y en su último tramo forma frontera entre este y Iowa— hasta desaguar en el río Misuri por su izquierda, junto a la ciudad de Sioux City (Iowa). Tiene una longitud de 674 km.
La Junta de Nombres Geográficos de Estados Unidos (United States Board on Geographic Names) decidió en 1931 que el nombre de esta corriente sería «Big Sioux River».
Administrativamente, atraviesa el estado de Dakota del Sur —condados de Roberts, Grant, Codington, Hamlin, Brookings, Moody, Minnehaha, Lincoln y Union— y es frontera con Iowa —condados de Lyon, Sioux y Plymouth—.

## Geografía
El río Big Sioux tiene su nacimiento en el condado de Roberts en Dakota del Sur en una meseta baja conocida como la meseta de las Praderas (coteau des Prairies) y fluye en dirección general sur. Atraviesa los condados de Grant, Codington, Hamlin, Brookings, Moody y Minnehaha, pasando por la sede condal de Watertown (21 482 hab.) y las pequeñas localidades de Castlewood (627 hab.), Bruce (204 hab.), Flandreau (2341 hab.), Egan (278 hab.), Trent (232 hab.), Dell Rapids (3633 hab.) y Baltic (1089 hab.) hasta alcanzar la ciudad de Sioux Falls (153 888 hab.), la más importante de su curso y donde forma una catarata que da a la ciudad su nombre.
Aguas abajo de Sioux Falls y la comunidad de Brandon (8,785 hab.), el Big Sioux se utiliza para definir la frontera entre Dakota del Sur y Iowa, fluyendo a lo largo de las fronteras orientales de los condados de Lincoln y de Union, en Dakota del Sur, y las fronteras occidentales de los condados de Lyon, Sioux y Plymouth, en Iowa, pasando por las comunidades de Canton (3057 hab.), Fairview (60 hab.), Hudson (296 hab.), Hawarden (2546 hab.), North Sioux City (2530 hab.) y Dakota Dunes (2569 hab.), en Dakota del Sur, y de Beloit, Hawarden (2546 hab.) y Akron (1486 hab.), en Iowa.
Se incorpora al río Misuri al norte de la ciudad de Sioux City (82 864 hab.), en el estado de Iowa.
A lo largo de su recorrido, el río tiene muchos rápidos, incluyendo las cataratas Sioux Falls, que dan su nombre a la ciudad.

### Afluentes

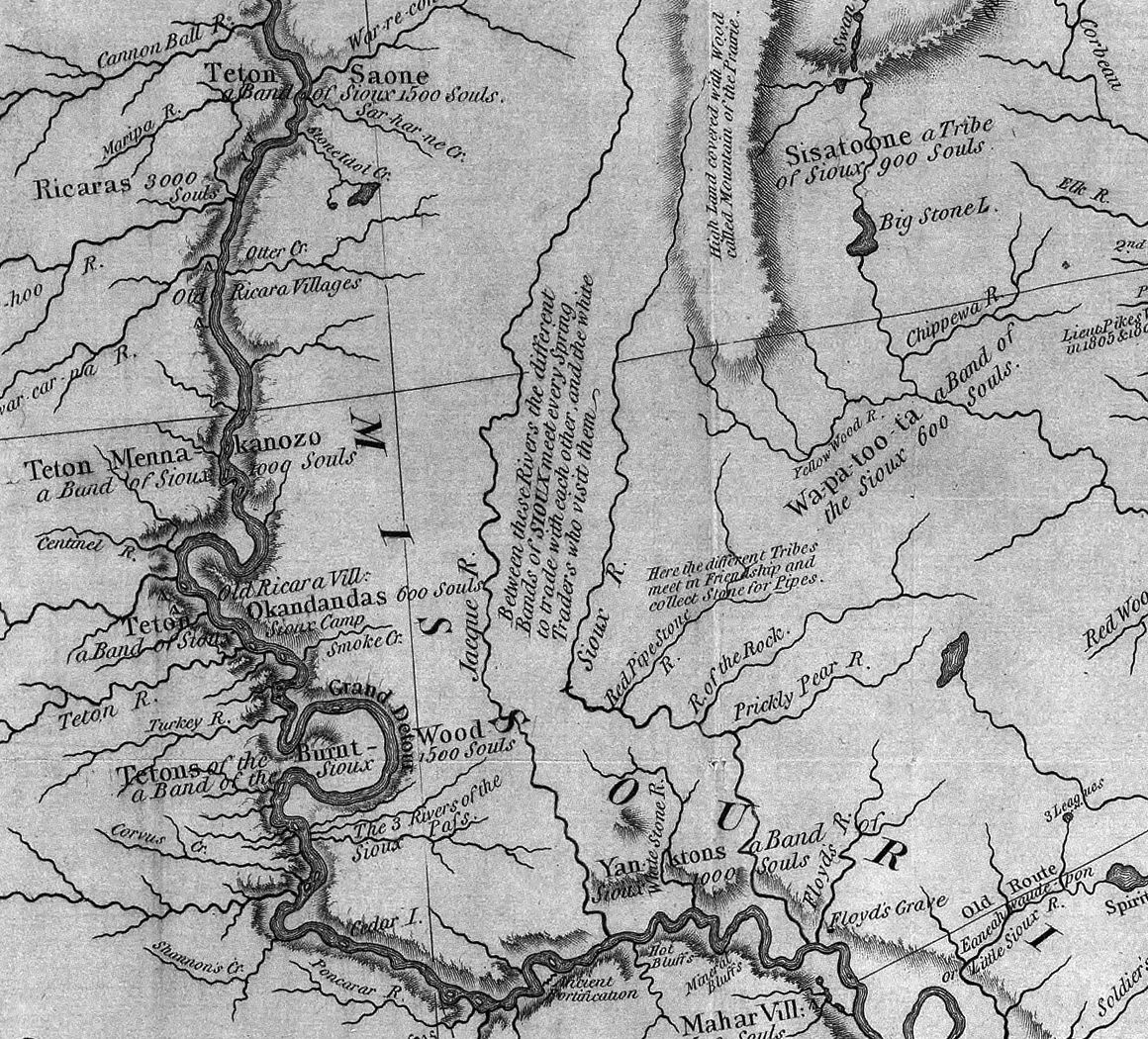
Este detalle del mapa de Lewis y Clark de 1814 muestra los ríos de Iowa occidental y el este de Dakota del Sur. El río Big Sioux ("Sioux") se ve cerca del centro del mapa.

El río Big Sioux recoge al río Rock, de 232 km de longitud), que llega desde el noreste, en el condado de Sioux, Iowa. Una cabecera menor del Big Sioux en el condado de Grant, Dakota del Sur, es conocida como el río Indian. El arroyo Broken Kettle, de 40 km, tiene su confluencia con el Big Sioux en el condado de Plymouth, Iowa.